# Gracilinanus ignitus
Gracilinanus ignitus là một loài động vật có vú trong họ Didelphidae, bộ Didelphimorphia. Loài này được Díaz, Flores, & Barquez mô tả năm 2002.